# Badminton bei den Juegos Bolivarianos 2013/Mannschaft
Bei den Juegos Bolivarianos 2013 wurden vom 17. bis zum 21. November 2013 sechs Badmintonwettbewerbe ausgetragen. Austragungsort war die Villa Regional del Callao in der Region San Martín, Peru. Folgend die Ergebnisse im Mannschaftswettbewerb.

## Sieger und Platzierte
| Disziplin  | Gold | Silber | Bronze                                                                                   |
| ---------- | --- | --- | ---------------------------------------------------------------------------------------- |
| Mannschaft | Peru Andrés Corpancho Mario Cuba Martín del Valle Camilla Garcia Daniela Macías Rodrigo Pacheco Katherine Winder Luz María Zornoza | Guatemala Ana Lucia de Leon Heymard Humblers Krisley Lopez Anibal Marroquín Rodolfo Ramírez Beatriz Ramos Jonathan Solís Nikte Sotomayor | Dominikanische Republik Nelson Javier Alberto Jiménez Mercedes Saturria Berónica Vivieca |

## Gruppenphase

### Gruppe A
| Team      | Spiele | gew. | verl. |
| --------- | ------ | ---- | ----- |
| Peru      | 2      | 2    | 0     |
| Venezuela | 2      | 1    | 1     |
| Kolumbien | 2      | 0    | 2     |

### Gruppe B
| Team                    | Spiele | gew. | verl. |
| ----------------------- | ------ | ---- | ----- |
| Guatemala               | 3      | 3    | 0     |
| Dominikanische Republik | 3      | 2    | 1     |
| Chile                   | 3      | 1    | 2     |
| Ecuador                 | 3      | 0    | 3     |

## Endrunde
|  | Halbfinale              | Halbfinale |                         |   | Finale | Finale |
|  |                         |            |                         |   |        |        |
|  | Venezuela               | 0          |                         |   |        |        |
|  | Guatemala               | 3          |                         |   |        |        |
|  |                         |            |                         |   |        |        |
|  |                         |            |                         |   |        |        |
|  | Guatemala               | 0          |                         |   |        |        |
|  |                         | Peru       | 3                       |   |        |        |
|  |                         |            |                         |   |        |        |
|  | Spiel um Platz drei     |            |                         |   |        |        |
|  |                         |            | Venezuela               | 0 |        |        |
|  | Dominikanische Republik | 0          | Dominikanische Republik | 3 |        |        |
|  | Peru                    | 3          |                         |   |        |        |